# 1979 en Bretagne
 Chronologie de la Bretagne
- 1975
- 1976
- 1977
- 1978
- 1979
- 1980
- 1981
- 1982
- 1983

Cette page recense des événements qui se sont produits durant l'année 1979 en Bretagne.

## Société

### Faits sociétaux
- 14 janvier 1979 : Deux pylônes électriques à l'entrée de la centrale nucléaire de Brennilis sont détruits par le FLB-ARB. L'électricité ne pouvant plus être évacuée, la centrale doit s'arrêter. C'est la première fois qu'un groupe réussit à perturber le fonctionnement d'une centrale nucléaire.

### Catastrophes naturelles
- 28 avril : le Gino, transportant 32000 tonnes de noir de carbone, coule au large de l'île d'Ouessant[1].

### Naissance
- 12 juin : Andréa Bescond, danseuse, comédienne, autrice, metteuse en scène, scénariste et réalisatrice française.